# Związek Powstańców Śląskich
Związek Powstańców Śląskich (ZPŚ) – organizacja kombatancka założona w 1923 przez Alfonsa Zgrzebnioka. Grupowała uczestników powstań śląskich z 1919, 1920 i 1921.
Po przewrocie majowym Walny Zjazd Delegatów Związku Powstańców Śląskich w czerwcu 1926 poparł rządy sanacji. To doprowadziło do rozłamu w wyniku czego powstał, obok Związku, istniejący do 1932 Narodowy Związek Powstańców i Byłych Żołnierzy (przekształcony w styczniu 1932 w Związek Powstańców i b. Żołnierzy), związany z Chrześcijańską Demokracją i Wojciechem Korfantym. Grupa ta była w sporze ze Związkiem Powstańców Śląskich, w którym swoje wpływy umocnili zwolennicy Józefa Piłsudskiego. Oba te ugrupowania zwalczały się wzajemnie na łamach prasy, gloryfikując swój udział w powstaniach śląskich i organizując odrębne obchody rocznicowe.
W październiku 1937 do Związku przyłączyło się Stowarzyszenie Powstańców Śląskich „Legion Śląski”, którego prezesem był Karol Polakiewicz. Po tym połączeniu prezesem bardzo aktywnego łódzkiego środowiska b. powstańców śląskich został wybrany b. działacz „Legionu” Lucjan Sumiński.  
W 1939 ochotnicy z ZPŚ walczyli na Górnym Śląsku z bojówkami niemieckimi. W latach 1939–1944 ZPŚ działał w konspiracji. W 1945 reaktywowano ZPŚ pod nową nazwą Związek Weteranów Powstań Śląskich, który w 1949 wszedł w skład ZBoWiD-u.
Organem prasowym Związku Powstańców Śląskich była gazeta „Powstaniec Śląski”, a od nr. 9 – „Powstaniec”.
Główni działacze: Alfons Zgrzebniok, Jan Wyglenda, Walenty Fojkis, Karol Grzesik, Józef Grzegorzek, Maksymilian Iksal, Rudolf Kornke. Honorową członkinią była Wiktoria Niegolewska.
ZPŚ wchodził w skład Generalnego Związku Towarzystw Powstańców i Wojaków Ziem Zachodnich RP.
Organizacją młodzieżową Związku Powstańców Śląskich był Związek Młodzieży Powstańczej.

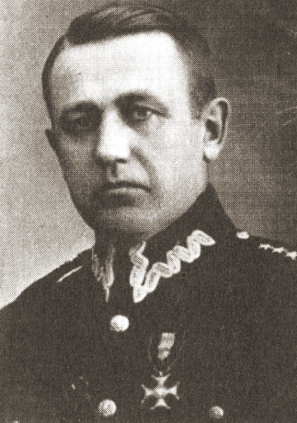
Alfons Zagrzebniok
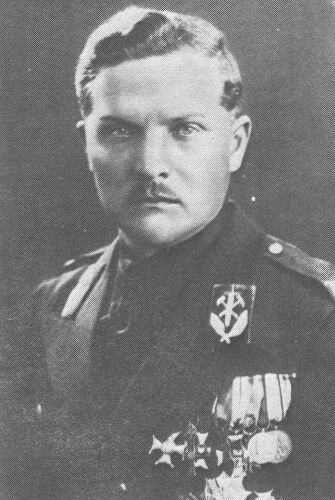
Jan Wyglenda
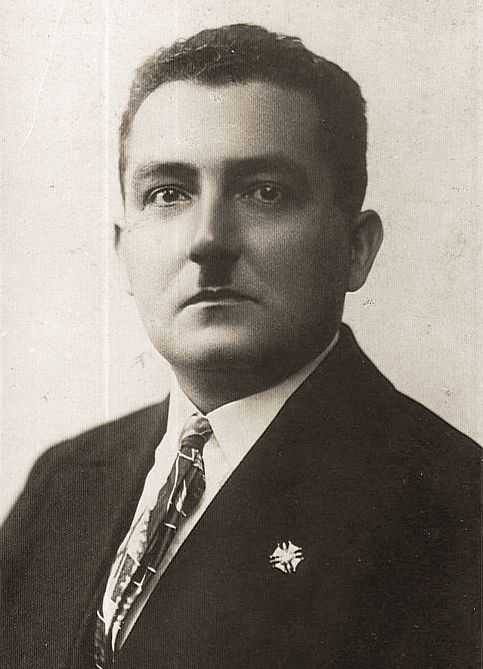
Walenty Fojkis
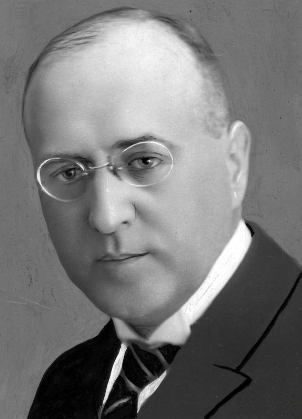
Karol Grzesik